# Birkende
Birkende är en tätort i Kerteminde kommun i Region Syddanmark i Danmark. Tätorten har 672 invånare (2024). Den ligger på Fyn, cirka 10 kilometer sydväst om Kerteminde.